# Tod Giles (zapaśnik)
Tod L. Giles (ur. 1962; zm. 22 sierpnia 1997) – amerykański zapaśnik walczący przeważnie w stylu klasycznym. Brązowy medalista Mistrzostw Panamerykańskich z 1997 roku. Był rezerwowym w zapaśniczej reprezentacji USA na Igrzyska w Seulu 1988 i Atlancie 1996. Piąty w Pucharze Świata w 1993 roku. Zawodnik Boston University. Zdobywca All-America w 1983 i 1984. Następnie w United States Marine Corps, gdzie czterokrotnie zdobył tytuł zapaśniczego mistrza All-Marine. Złoty medalista wojskowych MŚ w 1988 w stylu wolnym.
Potem trener zapasów, między innymi w West Point.